# Jordanoleiopus polymistus
Jordanoleiopus polymistus är en skalbaggsart som först beskrevs av William Lucas Distant 1905.  Jordanoleiopus polymistus ingår i släktet Jordanoleiopus och familjen långhorningar. Inga underarter finns listade i Catalogue of Life.